# プリンセスノブコ (バラ)
プリンセスノブコ は、バラの品種名。名の由来は、寬仁親王妃信子に捧げられたことによる。
プリンセスノブコの名を冠する花はシンビジウム、蘭、ミニカトレアなどにも存在する。本種は美しいピンク色の花が特徴のバラである。